# Bell 525 Relentless
Bell 525 Relentless – średni, dwusilnikowy śmigłowiec wielozadaniowy wyprodukowany przez amerykańską firmę Bell Helicopter Textron. Bell 525 został zaprezentowany na targach Heli-Expo 2012 w Dallas w Teksasie w lutym 2012. Pierwszy lot maszyny odbył się 1 lipca 2015 roku. Przeznaczony jest do przewozu maksymalnie 20 pasażerów.
5 lipca 2016 roku samolot FTV-1/N525TA uległ katastrofie. Łopaty głównego wirnika uderzyły belkę ogonową i nos śmigłowca.
7 lipca 2019 roku producent wznowił loty testowe. Umożliwił to odnowiony certyfikat Federal Aviation Administration (FAA), co było konieczne po katastrofie pierwszego prototypu FTV-1/N525TA, w której śmierć poniosła załoga.

## Opis
Śmigłowiec Bell 525 został zaprojektowany jako śmigłowiec mający sprostać wymaganiom bezpieczeństwa, masy oraz zasięgu, komfortu i konfiguracji kabiny pasażerskiej oraz ogólnej niezawodności. W przypadku awarii jednego z silników Bell 525 posiada moc wystarczającą dla zapewnienia bezpiecznego lotu z jednym działającym silnikiem. Maszynę zaprojektowano w taki sposób, aby zapewnić użytkownikom dobrą widoczność z kokpitu oraz możliwość wykonywania szerokiego zakresu zadań w trudnych warunkach pogodowych. W śmigłowcu zastosowano układ fly-by-wire, co czyni go pierwszym na świecie śmigłowcem cywilnym z tym systemem. 